# バクコメ
バクコメは、吉本興業東京本社所属のお笑いコンビ。旧コンビ名は爆笑コメディアンズ。
オーケストラやクラシック音楽の解説を得意とする秀作と、THE YELLOW MONKEYや都市伝説に詳しい半澤によるコンビ。
東京NSC9期生。同期にハリセンボン、しずる、ゆったり感、えんにち、ライスなどがいる。よしもと宮城県住みます芸人。

## メンバー

### 秀作
- 秀作（しゅうさく、1980年8月8日[2] - ）ボケ担当。
  - 神奈川県横浜市出身[2]
  - 身長170cm、体重62kg、血液型B型、獅子座。
  - 専修大学商学部卒業。高校時代は吹奏楽部、大学ではオーケストラ部に所属。担当はバストロンボーン、学生指揮者。
  - 趣味：クラシック音楽鑑賞、スマホゲーム、一人旅[2]
  - 特技：クラシック音楽解説、ダイエット（30kgの減量に成功）、ジョジョ立ち
  - クラシック芸人
    - 「お笑い界で1番クラシックを愛している」と自称している。オーケストラ、クラシック音楽の知識が専門家並みに豊富。
    - クラシックへの熱量と知識を活かし、2016年から日本のプロオーケストラのコンサートにナビゲーターとして出演。「クラシック初心者」である相方・半澤にレクチャーするというやりとりで進行、初心者から上級者まで幅広く楽しめるコンサートを演出している。
    - 現在は主に山形交響楽団、仙台フィルハーモニー管弦楽団などと共演。
    - SNS上では秀作の地元である神奈川フィルハーモニー管弦楽団や、プロアマ問わず全国のオーケストラや演奏家らと交流。Twitterでの楽団同士の会話などにも参加し、コミュニケーションにも一役買っている。
    - YBCラジオ「爆笑コメディアンズの番組タイトル募集中」には、指揮者の飯森範親をゲストに招いている。
    - 夢は「『題名のない音楽会』の司会になること」。
    - TBCラジオ『あガLINE』でイントロクイズに挑戦し、冒頭数秒だけで作曲者と作品名を全問言い当てた。
    - 東北放送『スポッち！』では元フィギュアスケートの鈴木明子と対決し、勝利している。その模様を鈴木明子は別の番組でも「爆笑コメディアンズさんに負けた」と話している。

  - ジョジョ芸人（作者公認）
    - 番組企画で『ジョジョの奇妙な冒険』の全巻を一気読みをしたことをきっかけに、ジョジョ立ちに目覚める。
    - ブログにて全巻表紙のジョジョ立ちを自ら再現。ニコニコ動画にも投稿[3]。
    - 若井おさむ、稲垣早希、R藤本らと共に「劇団アニメ座」のメンバーとして空条承太郎役を演じる。
    - 作者である荒木飛呂彦の公認であるが、直接許可を得たのではなく、荒木と仲の良い南海キャンディーズしずちゃんが「こんな後輩がいるんですがやらせてても良いですか?」と尋ねたところ「いいよ」と返答をもらったので『公認』としている。
    - 2013年秋、荒木飛呂彦に直接会い、晴れて『本人公認のジョジョ芸人』となった。
    - ジョジョファンによるオフ会イベント「ジョジョの奇妙な宴会（ジョジョ宴）」を定期的に開催。松山洋やジョジョ立ち創始者のカジポンなどジョジョ界隈の有名人も出演している。
    - ジョジョ芸人の先輩であるケンドーコバヤシやNON STYLE石田ともジョジョ関係で共演。
    - 第4部・8部の舞台「杜王町」のモチーフとなっている仙台に在住。

  - ニコニコ動画芸人
    - 踊ってみた動画などを投稿。総再生数は80万以上。公式番組にも多数出演。ユーザーから「ニコ動をちゃんと知っているタレント」として受け入れられている。人気動画投稿者らとも交流が深く、歌い手、踊り手、ボカロP、生主など全てのカテゴリーに精通。個人コミュニティ「やれやれだぜ」で生放送を配信。2012年11月よりチャンネル「爆笑コメディアンズの放課後プレイルーム」も開設。毎週水曜日に『カフェってみた』というニコニコで活動している方たちをゲストに招いて生放送を配信している。

  - インターネット、アニメ、ボーカロイドなど、サブカルチャーに精通。
  - ダイノジ大谷からは「若手で一番面白いブログ」と評価されている。
  - ライセンスの「よしもとオンライン」でもブログの実験映像（ウイダーinを底からとぅるんする映像など）が紹介された。
  - COWCOW多田率いる「多田軍団」No.7。
  - 2010年元旦から、映画『男はつらいよ』全48作品＋特別篇を7日間かけて全て鑑賞した[4]。
  - スマートフォンゲームパズドラプレイヤー。AppBankのマックスむらいと交友があり、ニコニコ生放送のパズドラ番組にも出演している。
  - スマートフォンゲーム「サマナーズウォー」は超ヘビープレイヤー。ニコニコ公式番組にも出演。

### 半澤 弘貴
- 半澤 弘貴（はんざわ こうき、1983年2月28日[2] - ）ツッコミ担当。
  - 宮城県名取市出身[2]。三人兄弟の三男。母親からは「弘貴くん」と呼ばれている。
  - 宮城県仙台西高等学校出身。卒業後、二年間の社会人生活を経てNSCに入学。
  - 身長162cm、体重52kg、血液型O型、魚座。
  - 喫煙者である。
  - 趣味：卓球[2]
    - 月亭方正卓球部のエースとして活躍中。定期的に卓球イベントにも出演。好成績を残している。
    - ニコニコ動画でもやまだん、桃知みなみ、小松彩夏らと「ニコニコ卓球部」を設立。エースとして活躍中。

  - UFO、フリーメイソン、歴史的事件の裏側など、数々のオフレコトークや都市伝説を知っており、「第二のハローバイバイ関」とも呼ばれている。フリーメイソン会員しか入れない場所に入れるIDを持っている。
    - 都市伝説の話をする時は、オレンジ色の目が大きく一つ書いてあるキャップ、サングラスで登場する。この格好は、秀作から「スティーブン・半バーグ」と呼ばれている。

  - THE YELLOW MONKEYの大ファンで、イエモンナイト等のイベントに参加している。初めて買ったCDはTHE YELLOW MONKEYの「楽園」、猿岩石の「白い雲のように」。ニコニコ動画に投稿した動画「イエモンあるある」が、本家THE YELLOW MONKEYのPVに使われている。THE YELLOW MONKEYのメンバーとイベントで共演したことがある。
  - 歌が上手く、ニコニコ動画に「歌ってみた」動画をいくつかあげている。
  - 最近ではライブの自己紹介などで、「私が爆笑コメディアンズの… 半澤と申します…。下の名前を… 弘貴といいます。」「やられたらやり返す… 恩返しだ!!」と、2013年にヒットしたドラマ『半沢直樹』をモチーフにして行うことがある。
  - 持ちギャグは「頼むぜ!!」。本人曰く「宮城県で8年スパンで流行らせるギャグ」とのこと。
  - 半澤をモジッて半○（半袖、半チャーハン、半魚人、ハンガー、ハンムラビ法典など）と呼ばれることがあり、数多くのパターンのツッコミを持っている。「誰が半袖さんだよ！ 誰が夏場の上着の定番だよ！」など。
    - その後は必ず「半澤、ざわざわ！」と強調している。

  - 162センチと小柄である。身長のことをつっこまれた際は、「誰が工藤静香と同じ身長だよ！」、「誰が石田ゆり子と同じ身長だよ！」などと、女性芸能人を挙げることがある。
  - 猫が大好きで、実家では猫を二匹飼っている。名前は「つよしくん」と「こうこちゃん」。
  - ゲームが好き(『シーマン』や『ドラゴンクエスト』など)。
  - 東日本大震災により実家が被災。しかし家自体は津波では流されなかったが、シロアリのため「崩れた」と本人は言っている。
  - 住みます芸人となり、半澤の実家に秀作が居候していた(2013年7月～9月)。
  - 母親がジャッキー・チェンのファンクラブ会員で、母と共にアポなしで香港まで会いに行ったことがある。そこで奇跡的に会うことができ、SPを払いのけ記念撮影にも成功。しかし写真に写っているジャッキーの顔が不機嫌である。それは、母がアーノルドシュワルツェネッガーのTシャツを着ていたからである。
  - はっきりとした目鼻立ちと、いつも黒い服を着ているせいか、相方の秀作とは正反対にファンからも「顔が恐い」「暗い」「リアクションが薄い」「話しかけづらい」などと言われる。
  - バイク、車が好き。
  - 大のプロレスファン。好きなレスラーは、三沢光晴。学生時代、地元の体育館に全日本プロレスが来た際に友人とともにリング撤去を手伝ったお礼に、若手選手に三沢のサインをもらった。その若手選手は菊地毅だった。
  - 声質が良い。いわゆる「イケボ（イケメンボイス）」の持ち主。
  - 人見知り、天然ボケであり、秀作や他の芸人からよくイジられている。
  - ツイッターのリプライなどでも「頼むぜ!!」や「頼まれたぜ!!」、「今後とも頼むぜ!!」が多い。
  - 絵心が皆無。下記の「年末年始ぶっ通し78時間全局テレビ実況」では、自分の書いた絵で大爆笑するという珍事が起きた。本人曰く、「一年に一度の大爆笑」。
  - 菅野美穂、上戸彩のファン。
  - 最近では、コンビのレギュラーラジオ『あガLINE月曜日』ではイジられ役となっている。
    - 番組アンケートでやたらと「半澤」というワードが出ていたり、本番中にコンビニに買い物に行かされるなどである。

## 概要・エピソード
- 2007年12月に「どどんぱ」から半澤考案の「爆笑コメディアンズ」に改名[2]。改名の理由はあくまで「気分転換」。
- エンタの神様では「バグ※」(読みは‘ばぐこめ')として出演した。2014年9月20日放送では「爆笑コメディアンズ」で出演。
- ニコニコ超会議2日目のニコニコ超パーティーLast Night～2×0～（2012年4月29日）でロンドンブーツ1号2号の田村淳とMCで共演した[5]。
- 2012年11月5日にニコニコ動画にあるニコニコチャンネルにて『爆笑コメディアンズチャンネル 爆笑コメディアンズの放課後プレイルーム』を開設した。（2012年11月5日に秀作自身の生放送にて開設を発表）
- 2013年7月より、三代目「宮城県住みます芸人」となる[6][7]。
- 2013年11月20日に仙台市戦災復興記念館において行われたみちのくNo.1グランプリにて優勝[8]。(東北のあなたの街に住みます芸人と、次期東京都の住みます芸人とのネタトーナメント戦。)
  - 出演者:キューティーブロンズ、三浦友加、ちぇす、アンダーエイジ、オコチャ、爆笑コメディアンズ、ぺんぎんナッツ、はやちゃん・む～ちゃん
- 2014年5月18日に盛岡市おでってホールで行われた「みちのくNo.1グランプリ（盛岡公演）」にて優勝[9]。二連覇となる。
  - 出演者::キューティーブロンズ、笑福亭笑助、ちぇす、アンダーエイジ、オコチャ、爆笑コメディアンズ、ぺんぎんナッツ、村民代表南川(岩手県滝沢市在住)、ロビン(みちのくボンガーズ＆ティーライズ所属)
  - 決勝投票では、爆笑コメディアンズとロビン(みちのくボンガーズ＆ティーライズ所属)が2票ずつ、アンダーエイジが1票を獲得したため再投票となり、結果『爆笑コメディアンズ』が5票中3票を獲得し、優勝した。
- 2014年11月9日に福島県文化センターで行われた「みちのくNo.1グランプリ（福島公演）」にて優勝。三連覇となる。
  - 出演者キューティーブロンズ、笑福亭笑助、ちぇす、アンダーエイジ、オコチャ、爆笑コメディアンズ、ぺんぎんナッツ、ニードル(ティーライズ所属)、パチッコリン
- よくコンビ名や個人名を間違われる。例として「爆笑コメディアン」、「爆走コメディアンズ」、「半澤裕貴」、「半澤弘毅」など。2005年に行われたM-1グランプリ一回戦のエントリー名に至っては、「オレンジボーイズ」と表記されていたという。本人達はこれを「爆コメの呪い」と言っている。
- コンビで好きなものが多い。(例として、古畑任三郎、かまいたちの夜など)

## ネタ
- 漫才、コントを行う。
  - 「怖いネタ」を得意とし、ライブでは客席から悲鳴が聞こえることもある。
  - ネタ中は、半澤のツッコミギャグ「頼むぜ！！」が出ることが多い。
  - ネタは秀作がボケだが、ラジオ番組やトークではボケとツッコミが逆、または両ボケ両ツッコミになることが多い。
  - 漫才では、半澤が宮城県出身ということもあり「宮城県あるある」を披露することもある。

## 受賞歴
- 2013年 第一回みちのくNo.1グランプリ2013優勝
- 2014年 第二回みちのくNo.1グランプリ（盛岡公演）優勝
- 2014年 第三回みちのくNo.1グランプリ（福島公演）優勝
- 2016年 みちのくNo.1グランプリ in 仙台優勝
- 2017年 みちのくNo.1グランプリ in 山形優勝
- 2021年 第1回Cheeky’s channel年間アワード（半澤）[10]

## 出演
記述が無い物はコンビで出演。ピンで出演している物には記述あり。

### テレビ
レギュラー
- ピヨ卵ワイド（山形放送、2014年7月29日 - ）※毎週火曜日出演
- いべなび!!（仙台放送、2015年4月5日 - ）※番組ナビゲーター担当

不定期出演
- くりはら田園じかん（テレビ埼玉、2015年6月29日 - 2015年11月30日[11]）

過去のレギュラー
- 「ドリームクリエイター」シリーズ（テレビ東京）
  - ドリームクリエイター（2011年9月12日、2011年11月頃[注 1] - 2012年3月29日。第2期2012年7月5日 - 2013年3月28日）[注 2]
  - ドリーム²クリエイター（2013年4月10日 - 2013年9月25日）
- 地元スポーツ応援団スポッち!（TBCテレビ、2014年5月7日 - 2015年3月31日[11]）※2015年4月からは不定期出演[注 3]

単発
- エンタの神様（日本テレビ、2008年8月16日、2010年3月6日、2014年9月20日、2017年8月30日）

キャッチコピーは「飛笑するアクシデント」。「バグ※」名義で出演
2014年9月20日、2017年8月30日放送では「爆笑コメディアンズ」名義で出演
- 爆笑レッドカーペット ヤングライオン杯決勝大会（フジテレビ、2010年9月25日）

キャッチコピーは「名前に負けるな!」
- BS吉テレ
  - デジ魂（BS日テレ、2013年6月18日）
  - ケンイチ（BS日テレ、2013年11月1日、11月8日、2014年1月17日、1月24日、12月4日、12月11日）※宮城県住みます芸人として出演
- OH!バンデス（ミヤギテレビ、2013年7月16日）
- わがまま!気まま!旅気分（BSフジ、2014年2月8日）
- サンドの新春初売りTV（TBCテレビ、2015年1月1日）
- サンドのぼんやり〜ぬTV（TBCテレビ、2015年3月7日(6日深夜)）

### ラジオ
レギュラー
- 爆笑コメディアンズのお仕事ください！→バクコメのお仕事ください！(ラジオ3、2015年5月1日 - )
- 爆笑コメディアンズのEternal★Blade→バクコメのEternal★Blade（なとらじ801、2015年5月5日 - ）
- 塩沼亮潤とバクコメのぼちぼちがんばるDAY（TBCラジオ、2021年11月7日 - ）

過去のレギュラー
- 「あガLINE」シリーズ（TBCラジオ、ニコニコ生放送とも連動放送）
  - あガLINE（2013年11月7日[11] - 2014年3月27日）※毎週木曜日担当
  - あガLINE月曜日（2014年4月7日 - 2016年12月26日）※毎週月曜日担当、21時より放送
- 「爆笑コメディアンズの番組タイトル募集中！」シリーズ（山形放送）
  - 爆笑コメディアンズの番組タイトル募集中！(2014年4月6日[11] - 2016年3月27日)※毎週日曜日、11時より放送
  - 爆笑コメディアンズの番組タイトル募集中！ver1.1(2016年4月2日 - 2018年4月7日)※毎週土曜日、21時より放送
  - 爆笑コメディアンズの他力HongGang!!(2018年4月8日 - 2018年11月18日)※毎週日曜日、11時～12時放送
  - バクコメの他力HongGang!!(2018年11月25日 - 2021年3月28日)※毎週日曜日、11時～12時放送
- J-SIDE STATION（Date fm、2015年4月6日 - 2019年3月)※月曜日リポーター担当
- MONKEY MAJIKのオンバク（NHK仙台放送局、2016年1月30日 - 2021年3月）※準レギュラー
- スベル兄弟（TBCラジオ、2017年1月9日 - 2019年3月18日）※ゴー☆ジャスと交互に出演

単発
- ほっとすて～しょん（エフエムたいはく、2013年11月14日）
- Daily Cafe（fmいずみ、2013年11月14日）
- スマイルジャンクション（エフエムいわぬま、2013年11月15日）
- J-SIDE STATION（Date fm、2015年1月5日）

### CM
- ドラマ「独身貴族」（2013年10月2日 - 1ヶ月程度）※仙台放送で流れるCM

### インターネット

#### ニコニコ生放送
公式生放送番組
過去のレギュラー
- 「ドリームクリエイター」シリーズ（TV収録の模様を生放送配信）
  - ドリームクリエイター（2011年9月11日、2011年11月頃[注 1] - 2012年3月24日。第2期2012年6月30日 - 2013年3月24日）[注 4]※毎週放送
  - ドリーム²クリエイター（2013年4月2日 - 2013年9月3日）※隔週放送
- 白服と爆笑コメディアンズの金曜ニコラジ ～土日は頼むぜ！！ （2012年1月13日 - 2012年3月30日）※パーソナリティーとして出演

単発・スペシャル
- やまだひさしのニコラジ※前説芸人として出演
- ニコニコ大会議
  - ニコニコ大会議2010秋～それはロックか?～（2010年10月28日）※R藤本と一緒に前説
  - ニコニコ大会議2010-11全国ツアー ～ありがとう100万人～ in 福岡（2011年1月8日）※秀作のみ、前説
  - ニコニコ大会議2010-11全国ツアー ～ありがとう100万人～ in 名古屋（2011年1月29日）※秀作のみ、前説
- 愛のからまわり
  - 愛のからまわり～恋するモデルとニコニコ電話★お仕置きは誰!?～（2010年11月27日）※MC出演
  - 愛のからまわり～“男って本当にバカだなぁ”と思う瞬間はどんな時!?～（2010年12月4日）※MC出演
- ニコニコダンスマスター
  - ニコニコダンスマスター in 原宿（2010年12月12日）※R藤本と一緒にアトラクションタイムに出演
  - ニコニコダンスマスター2（2011年6月19日）※秀作のみ
  - ニコニコダンスマスター3 （2011年10月15日）※コンビでMC出演
  - ニコニコダンスマスター4（2012年8月18日）※秀作が『MC』、半澤が『生歌協力人』として出演
  - ニコニコダンスマスターFINAL（2013年8月18日）※コンビでMC出演
- ニコニ紅白2010（2010年12月31日）※前説
- ニコニコ神社
  - ニコニコ神社（2011年1月1日、1月2日、1月3日）※秀作のみ、サポートMC
  - ニコニコ神社2012～つまり長く太くやろうぜ～（2012年1月1日、1月2日、1月3日）※秀作のみ、サポートMC
  - ニコニコ神社2013 ～蛇の道は蛇～（2013年1月1日、1月2日、1月3日）※秀作のみ、サポートMC
  - ニコニコ神社2014～さよなら原宿、おもひで干支セトラ～[注 5]（2014年1月1日、1月2日）※秀作のみ、サポートMC
  - ニコニコ神社2015～酸いもあメェ～もコメ次第～（2015年1月1日[注 6]）※サポートMC
- ニコニコでお笑いを！！！ その名は「ニコニコ笑いの劇場～ネタホール～」（2011年6月6日）
- ニコニコ寄席
  - ニコニコ寄席（2011年8月6日）※MC出演
  - ニコニコ寄席 ～第二幕～（2011年11月5日）※MC出演
- ニコニコスターオーディション（2011年8月8日）※MC出演
- ニコニコ大忘年会 in ニコファーレ ～皆でニコニコ年越し！～（2011年12月31日）
- スマイレージの全員集合SP『チョトマテクダサイ！』生放送（2012年2月6日）※秀作のみ、MC担当
- 沖縄国際映画祭
  - 3月のニコニコ神社 in 沖縄【第4回沖縄国際映画祭】（2012年3月28日、3月29日、3月30日）※MC出演
  - ニコニコTAXI神社 in 沖縄【第5回沖縄国際映画祭】（2013年3月27日、3月28日、3月29日）※秀作のみ、MC出演
  - お一人様カラオケ in 沖縄【第6回沖縄国際映画祭】[注 7]（2014年3月21日、3月22日、3月23日、3月24日）※秀作のみ
  - ニコニコ町会議 in 沖縄【第6回沖縄国際映画祭】（2014年3月22日、3月23日）※秀作のみ、MC出演
- 【祝1歳】ニコニコ本社誕生会～人様の前で一芸見せないか？（2012年4月7日、4月8日、4月9日）※秀作のみ、MC担当
- ギャル集合！速報★渋谷ギャルNEWS（2012年4月22日）※秀作のみ、MC担当
- ニコニコ超会議
  - 超会議目前！まだまだありますブース・出演者大紹介！編～（2012年4月23日）※秀作のみ、MC担当
  - ニコニコ超パーティー in 【ニコニコ超会議】（2012年4月28日、4月29日）※MC担当
  - 超踊ってみた【ニコニコ超会議2】（2013年4月27日、4月28日）※MC担当、他のブースにも出演
  - ニコニコ超パーティーII ～First Night Carnival～ in 【ニコニコ超会議2】（2013年4月27日）
  - 超踊ってみたブース【ニコニコ超会議3】(2014年4月26日、27日)※MC担当
  - 超Splatoonゾーン【ニコニコ超会議2015】(2015年4月25日、26日)※秀作のみ、MC担当
- OH!天気お姉さん
  - OH!天気お姉さん～SUPER☆GiRLSを撮ってみた～（2012年5月01日）※秀作のみ、MC担当
  - OH!天気お姉さん～でんぱ組.incを撮ってみた～（2012年7月24日）※秀作のみ、MC担当
- ニコニコ本社リニューアルOPEN記念イベント（2012年6月30日）※秀作のみ、MC担当
- 怪談スペシャル ニコ厨の恐怖体験集めてみた（2012年8月8日）※秀作のみ
- 角川文庫×ニコニコ超夏祭り
  - 角川文庫×ニコニコ超夏祭り4時間SP～TVCMを掛けたナマケット書評バトル開催～（2012年8月19日）※秀作のみ
  - 第2回　角川文庫×ニコニコ　超夏祭り2013（2013年7月28日）※秀作のみ
- CRぱちんこAKB48 よっしゃぁいくぞぉ!!ネ申打ち生放送（2012年9月1日）※秀作のみ、MC担当
- みんなで当てよう！第57回 有馬記念 GI ＜テレビ実況生放送＞（2012年12月23日）※秀作のみ
- 大晦日だよテレビ実況クルーズ2012 ～笑ってはいけなアイ猫物語（紅白）など祭り～（2012年12月31日）※秀作のみ
- さくら学院　放課後公開ニコニコ放送室（2013年2月28日）※秀作のみ、MC担当
- ゲーム『Gears of War』シリーズ34時間!クリアまで終わらない生放送!（2013年3月9日）※秀作のみ、2日目15:00 - 18:00担当
- 劇団アニメ座ニコニコ生放送!（コンビ：2013年3月18日、半澤のみ：2013年9月19日）
- 【アニメ コンテンツ エキスポ2013】アニソンのど自慢（2013年3月30日、3月31日）※秀作のみ、MC担当
- ニコニコ町会議
  - ニコニコ町会議 in 大阪なんば 湊町リバープレイス（2013年11月10日）※OPに出演
  - ニコニコ神社 in ニコニコ町会議 なんばグランド花月（2013年11月10日）※MC担当、他のブースにも出演
  - ニコニコ町会議全国ツアー2014 in 宮城県富谷町 （2014年8月16日）他のブースにも出演
  - 町まるなげ神社 in 宮城県富谷町（2014年8月16日）※MC担当
  - ニコニコ町中継スタジオ in 大阪（2015年11月8日）※秀作のみ、MC担当
- 年末年始ぶっ通し78時間全局テレビ実況（2013年12月31日 - 1月4日）※7元生放送。R藤本とBANBANBAN・山本と交代で出演[注 8]。
- AppBank がんばれ！マックスむらいのパズドラ攻略！（2014年2月24日、3月31日）※秀作のみ
- 自宅警備員がはたらいてみた（2014年6月29日、2014年8月17日）※秀作のみ、MC担当
- ニコニコダンス祭り in ニコニコ23時間テレビ（2014年7月19日）※MC出演
- 「緊急検証！第1回紅白オカルト合戦」をいっしょにみよう！（2014年12月27日）※秀作のみ
- 大晦日“リアル”ファイナルクエスト！立ってるだけで100万円 ～バンザイ最強決定戦～（2014年12月31日）※MC出演
- 怒涛の10時間iPhoneヲタのしみ会（2015年9月25日）
- TBC夏まつり2016ライブ生中継（2016年7月31日）
- サマナーズウォー公式新生放送（2016年2月24日、2016年4月20日、2016年6月23日、2016年8月25日、2016年9月28日）※秀作のみ

チャンネル生放送番組
過去のレギュラー
- 爆笑コメディアンズ秀作の『カフェってみた』（2012年4月4日 - 2013年9月4日[注 9]）※基本的に毎週水曜日放送。
- ドリクリぷらす～「ドリームクリエイター」復活への道～（2012年5月26日 - 2012年6月23日）※毎週放送、秀作のみ
- 「あガLINE」シリーズ（TBCラジオと連動放送）
  - あガLINE（2013年11月7日 - 2014年3月27日 ）※毎週木曜日担当。
  - あガLINE月曜日（2014年4月7日 - 2016年12月26日）※毎週月曜日担当。

単発・スペシャル
- R藤本の水曜はじけてまざれ!（秀作のみ:2010年5月26日初出演、コンビ:2010年7月14日初出演）
  - 出張！はじけてまざれ！LIVE in 表参道ヒルズ（2011年4月30日）
  - 火曜もはじけてまざれ！乙（2013年5月21日）※秀作のみ
  - R藤本の水曜はじけてまざれZ！（コンビ：第53回、第68回、秀作のみ：第47回、第58回、第62回、第65回、他番外編2回）
  - R藤本の水曜はじけてまざれ乙！（コンビ：第95回、他番外編1回、秀作のみ：第121回、第167回）
- ニコニコ本社より、Daisy×Daisy MiKAと2012年元旦生放送（2012年1月1日）※秀作のみ、MC担当
- Daisy×Daisy MiKAの『友達まだまだできるかな？～続！自宅警備計画！～』（2012年2月14日）※秀作のみ
- ニコニコ超会議
  - ニコニコ超会議☆後夜祭！！カラオケ【ニコニコ本社】（2012年5月4日）※秀作のみ、MC担当
  - ニコニコ超会議☆後夜祭！！ドミノ倒し大会【ニコニコ本社】 （2012年5月6日）※秀作のみ、MC担当
  - ドリクリ視聴者の会「ニコニコ超会議2!スペシャル」（2013年4月27日、4月28日）※他のブースにも出演
- 「ニコニコ夏期講習」前夜放送（2012年8月17日）※秀作のみ
- うしじまいい肉が生着替えコスプレ撮影会を生中継【ニコニコ本社】（2012年11月2日）※秀作のみ、MC担当
- 24時間よしよし動画（2012年12月15日 - 2012年12月16日）
- 小松彩夏の『にこにこまっちゃんねる』（2012年12月17日）※秀作のみ
- ジュネス公式ちゃんねる（2013年9月13日、2013年10月8日、2013年11月13日）※秀作のみ

## 雑誌連載
- 爆笑コメディアンズの爆ground せんだいタウン情報「S-style」2015年4月号 - )
  - 「爆笑コメディアンズの宮城爆ヤ→ド」から改名。
- 爆笑コメディアンズの宮城爆ヤ→ド（せんだいタウン情報「S-style」2013年12月号 - 2015年3月号 ）

## 舞台

### ライブ
- AGE AGE LIVE（ヨシモト∞ホール）※宮城県住みます芸人就任以降は出演していない
- パッショーネ大阪present'sジョジョライブPART5～黄金のネタ～(2014年11月30日)
- 爆笑コメディアンズ単独ライブ「FINAL」東京公演(シアターD、2014年12月14日)

宮城県でのライブ
- IGINARI LIVE(お笑い集団ティーライズ主催によるネタライブ)
- 仙台よしもと新ネタライブ(仙台市戦災復興記念館、2014年2月15日)

（出演者オコチャ、爆笑コメディアンズ、ムーディ勝山）
- 爆笑コメディアンズ新ネタライブ「グレートだぜ…」(2014年4月19日)
- 爆笑コメディアンズ初単独ライブ「FINAL」(エル・パーク仙台、2014年10月25日)
- 爆笑コメディアンズ 第一回 30人限定ライブ(STUDIO BIG BOSS国分町店、2015年4月24日)
- 爆笑コメディアンズ 第二回 30人限定ライブ(STUDIO BIG BOSS国分町店、2015年6月26日)
- 爆笑コメディアンズ単独ライブ2015(仙台市宮城野区文化センターパトナシアター、2015年11月14日)
- 爆笑コメディアンズ単独ライブ2016(仙台シルバーセンター交流ホール、2016年10月22日)
- よしもとGYUGYUライブvol.1（戦災復興記念館、2016年1月7日）
- よしもとGYUGYUライブvol.2（戦災復興記念館、2016年2月4日）

### イベント
- ニコニコ超会議
  - ニコニコ超会議（幕張メッセ、2012年4月28日、4月29日）
  - ニコニコ超会議2（幕張メッセ、2013年4月27日、4月28日）
  - ニコニコ超会議3(幕張メッセ、2014年4月26日、4月27日)
- ニコニコ町会議
  - ニコニコ町会議 in 大阪なんば（2013年11月10日）
  - ニコニコ町会議全国ツアー2015 in 大阪（2015年11月8日）
- ジャイアンナイトfeat.THE YELLOW MONKEY（大塚Deepa、2013年12月28日）※半澤のみ

宮城県でのイベント
- 第一回よしもとノリノリのれん笑(SHOW)(2014年7月19日 - )
  - 石巻市鮎川浜地区・おしかのれん街にて7月より月に一度開催。
- TBC夏まつり
  - TBC夏祭り2014(2014年7月26日、27日)
    - 26日:お笑いライブステージ、地元スポーツ応援団スポッち!ブース担当。
    - 27日:「アイドルフェスタ2014」ステージMC、地元スポーツ応援団スポッち!ブース担当。

  - TBC夏まつり2015(2015年7月25日、26日)
  - TBC夏まつり2016(2016年7月30日、31日)
- ニコニコ町会議
  - ニコニコ町会議全国ツアー2014 in 宮城県富谷町 （2014年8月16日）
- D-POP PROJECTION （専門学校デジタルアーツ仙台主催イベント）
  - D-POP PROJECTION 2015 『Wow!Fes』 (専門学校デジタルアーツ仙台、2015年12月19日、12月20日) ゲストMC
  - D-POP PROJECTION 2016 『Dの革命』　(仙台PIT、2016年12月23日) ゲストMC
  - 20th Anniversary D-POP PROJECTION 『Marble』　(仙台PIT、2019年2月1日) ゲストMC

### トークライブ
以下のものは宮城県仙台市で行われているもの
- 爆笑コメディアンズ初トークライブ「杜王町だより 第1部」（2013年9月21日）
- 爆笑コメディアンズトークライブ「杜王町だより 第2部」（2013年10月25日）
- 爆笑コメディアンズトークライブ「杜王町だより 第3部」（2013年11月30日）
- 爆笑コメディアンズトークライブ「杜王町だより 第4部」（2013年12月21日）
- 爆笑コメディアンズトークライブ「杜王町だより 第5部」（2014年1月31日）※1月より隔月で開催。
- 爆笑コメディアンズトークライブ「杜王町だより 第6部」（2014年3月15日）

### 「劇団アニメ座」関連
- 劇団アニメ座 旗揚げ公演（2010年11月15日）
- 劇団アニメ座 2回目公演（2011年4月2日）
- 劇団アニメ座 大阪公演 ～あの旗揚げ公演を大阪で行きまーす～（2011年7月2日）
- 劇団アニメ座 東名京ツアー ～めぐりたい、そりゃ～（京都、2012年5月13日・名古屋、2012年5月19日・東京、2012年6月3日）
- 劇団アニメ座番外編～思えばトークへ来たもんだ～（2013年4月2日）
- 劇団アニメ座本公演～Z・刻を越えて～（2013年5月25日）
- 劇団アニメ座番外編 ～よりぬきアニメ座さん～（2013年6月22日）
- 劇団アニメ座ツアー2013 ～アニメじゃない、ほんとのことさ～(小倉、2013年7月20日・大阪、2013年8月17日・名古屋、2013年8月25日・東京、2013年9月22日)
- 劇団アニメ座本公演～旗揚げのやつを再び～（2014年3月26日）
- 劇団アニメ座本公演～アニメが好きだと叫びたい～(2014年6月1日)
- 天津向プロデュース アニ×ワラ（新宿FACE、2014年1月18日）
- 天津向プロデュース アニ×ワラ 15 SUMMER（渋谷TSUTAYA O-EAST、2015年5月23日）

### 秀作が主催またはメイン出演
- 【爆笑コメディアンズ】ゲーム実況者と【遊んでみた】（ヨシモト∞ホール、2012年9月16日）
- ジョジョラーの奇妙なオールスターバトル（ヨシモト∞ホール、2013年9月1日）
- ジョジョ宴（阿佐ヶ谷ロフトA、2013年9月1日）
- ジョジョ宴 ～ジョジョの奇妙な忘年会～（阿佐ヶ谷ロフトA、2013年12月28日）
- ジョジョ宴 ～きさまら！見ているなッ！～（阿佐ヶ谷ロフトA、2014年4月4日）
- 自作BLゲームで遊んでみた（ヨシモト∞ホール、2014年4月6日）

#### 喋ってみた
- 爆笑コメディアンズ秀作の「喋ってみた」（2011年7月24日）
- 爆笑コメディアンズ秀作の「喋ってみた2」（2011年10月29日）
- 爆笑コメディアンズ秀作の「喋ってみた3」（2012年1月7日）
- 喋ってみたinヨシモト∞ホール（ヨシモト∞ホール、2012年5月5日）
- 喋ってみたin九州（あるあるYY劇場、2012年5月18日）
- 爆笑コメディアンズ秀作の「喋ってみた4」（阿佐ヶ谷ロフトA、2012年8月7日）
- 喋ってみた 年末スペシャル（渋谷ヨシモト∞ホール、2012年12月9日）

#### 呑んでみた
- 呑んでみた～秀作さんは酔うと面倒くさい～（阿佐ヶ谷ロフトA、2011年9月18日）
- 呑んでみた2 ～ちょっと早めの踊り手大忘年会～（阿佐ヶ谷ロフトA、2011年12月10日）
- 呑んでみた3 ～秀作の奇妙な宴会～（阿佐ヶ谷ロフトA、2012年3月3日）
- 呑んでみた4 ～三多摩ダンサーズと呑んでみた～（阿佐ヶ谷ロフトA、2012年4月6日）
- 呑んでみた5 ～ゲーム実況者と遊んでみた～（新宿ロフトプラスワン、2012年6月22日）
- 呑んでみた6 ～最俺こーすけを無駄に全力あげて祝ってみた～（新宿ロフトプラスワン、2012年9月14日）
- 呑んでみた7 ～ジョジョの奇妙な忘年会～（阿佐ヶ谷ロフトA、2012年12月22日）
- 呑んでみた8 ～新春！生主新年会～（新宿ロフトプラスワン、2013年1月11日）
- 呑んでみた9 ～古畑任三郎ナイト～（阿佐ヶ谷ロフトA、2013年2月16日）
- 呑んでみた10 ～ジョジョの奇妙な宴会～（阿佐ヶ谷ロフトA、2013年4月11日）

## オーケストラ・コンサート

### 2016年
- オーケストラの日2016［山形交響楽団／松本宏康指揮］（やまぎんホール、3月30日）
- 名曲対決！昭和歌謡＆交響曲［山形交響楽団／永峰大輔指揮］（長井市民文化会館、11月5日）

### 2017年
- みらいへのクラシックコンサート［山形交響楽団／阿部未来指揮］（秋田県民会館、1月13日）
- ニューイヤーフェスティバル［山形交響楽団×航空自衛隊中央音楽隊／大井剛史指揮］（やまぎんホール、1月22日）
- ミュージアムコンサート［山形交響楽団］（東根市公益文科施設、2月18日）
- 劇場の音楽会［仙台フィルハーモニー管弦楽団／新田ユリ指揮］（日立システムズホール仙台シアターホール、3月1日）
- 仙フィル演奏会［仙台フィルハーモニー管弦楽団×北角田中学校／平井範幸指揮］（角田田園ホール、3月26日）
- オーケストラの日2017［山形交響楽団／海老原光指揮］（やまぎんホール、3月30日）

## 福祉活動・ボランティア活動

### ＠ほーむ寄席
宮城県内の被災地や仮設住宅に訪問。ネタ披露後にお茶会に参加し住民の方々と触れ合っている。

### 漫才教室
小学校に訪問し、漫才を通じて子供たちへ発信力やコミュニケーション力を身につけてもらおうという、お笑い課外授業。
- 花山小学校[宮城県栗原市]（2016年）